# George Dickel
George Dickel è un produttore di whisky (Tennessee whiskey) di Cascade Hollow, presso Tullahoma nel Tennessee. La proprietà del marchio appartiene alla multinazionale Diageo.

## Prodotti
Le distillerie George Dickel producono vari tipi di whisky:
- George Dickel No.1[3] con gradazione alcolica di 45.5°
- George Dickel No.8 con gradazione alcolica di 40°[4]
- George Dickel No.12 gradazione alcolica di 45° [5]

Il Tennessee whisky George Dickel porta la dicitura whisky invece di whiskey poiché lo stesso Dickel riteneva che la qualità del suo prodotto fosse paragonabile ai migliori Scotch whisky. La distilleria fa parte dell'American Whiskey Trail.

## Storia
Il primo Tennessee whisky di Cascade Hollow venne prodotto nel 1877. George Dickel, dopo averlo venduto come dettagliante, si interessò nel 1884 alla distilleria stessa e ne comperò i diritti di imbottigliamento e vendita. Dickel morì nel 1894 ed il whisky, in suo onore, ne ereditò il nome. Il proibizionismo nello stato del Tennessee costrinse nel 1910 la distilleria a spostarsi nel Kentucky; l'avvento del proibizionismo nazionale ne causò infine la chiusura nel 1911. Nel 1937 la Schenley Distilling Co. acquisì la proprietà del marchio George Dickel mentre nel 1958 la distilleria tornò nella sede di Cascade Hollow. Nonostante la produzione fosse ritornata nel Tennessee, la Schenely chiuse le linee di imbottigliamento del Tennessee a favore di quelle di Louisville nel Kentucky con il risultato che il prodotto doveva essere trasportato da uno stato all'altro tra produzione ed imbottigliamento.
L'eccezionale incremento di produzione negli anni novanta causò un eccesso rispetto alla domanda così che la distilleria venne chiusa e riaperta solo nel 2003 sotto la supervisione del maestro distillatore John Lunn.